# Mick Abrahams
Michael Timothy "Mick" Abrahams  (Luton, Inglaterra, 7 de abril de 1943) fue el guitarrista de Jethro Tull entre 1967 y 1968. Grabó con ellos el primer álbum del grupo, This Was, tras lo cual abandonó la banda por desavenencias con Ian Anderson sobre el rumbo musical que iba a tomar el grupo y por cuestiones de liderazgo.
Mick Abrahams fue sustituido en Jethro Tull por Tony Iommi, que acabaría, finalmente, uniéndose al grupo Black Sabbath. Por último recalaría como guitarrista en los Tull Martin Barre, quien siguió hasta el año 2011.
Tras su marcha de Jethro Tull formó Blodwyn Pig, banda con la que grabó dos discos, Ahead Rings Out y Getting to This antes de disolverse en 1970.
En 1998 lideró una formación llamada The This Was Band, en honor al primer disco de Jethro Tull, con componentes de sus primeros tiempos, a excepción de Ian Anderson. El grupo recibió la desaprobación de los fanes de Jethro Tull, aunque no fue mal vista por su líder, Ian Anderson. Incluso llegaron a colaboran recíprocamente en sus proyectos en solitario.
En 1999, Mick Abrahams, con esta banda, lanzó al mercado, This Is!, una nueva versión del álbum original de los Jethro Tull This Was.

## Discografía de Mick Abrahams
- Mick Abrahams (1971).
- At Last (con Mick Abrahams Band, 1972).
- Ahead Rings Out (con su banda, Blodwyn Pig).
- Getting to This (con Blodwyn Pig).
- All Said & Done (boxed set recopilatorio de sus dos primeras grabaciones con Blodwyn Pig).
- Blodwyn Pig - Live at the Marquee Club - London 1974 - The Official Bootleg (con Blodwyn Pig).
- The Full Porky (con Blodwyn Pig, en vivo, 1991)
- Lies (con Blodwyn Pig).
- Mick's Back (1996).
- One (1996).
- Black Night is Falling (en vivo).
- Rough Gems.
- Can't Stop Now (2003).
- Mick Abrahams & Sharon Watson.
- A Midsummer Night's dream.
- See my Way.
- Novox.
- The Best of Aby (Vol. 1).
- The Best of Aby (Vol. 2).
- The Very Best of Aby.
- This Is! (con The This Was Band, 1999). Nueva versión del disco de Jethro Tull This Was.
- Doomsday Clock.
- Leaving Home Blues (2005).
- Mick's Back with the Blues Again.